# Light art

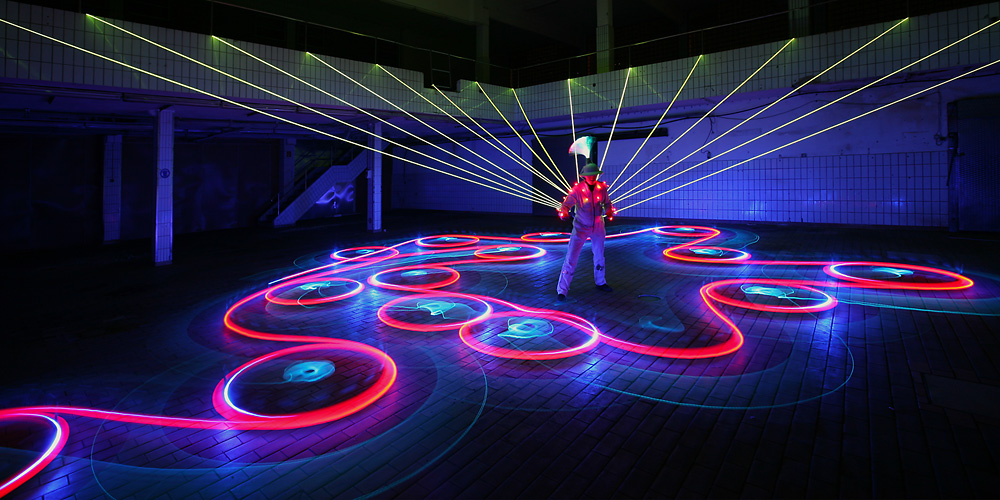
Sitio-instalación concreta por Dan Flavin, 1996, Menil Colección

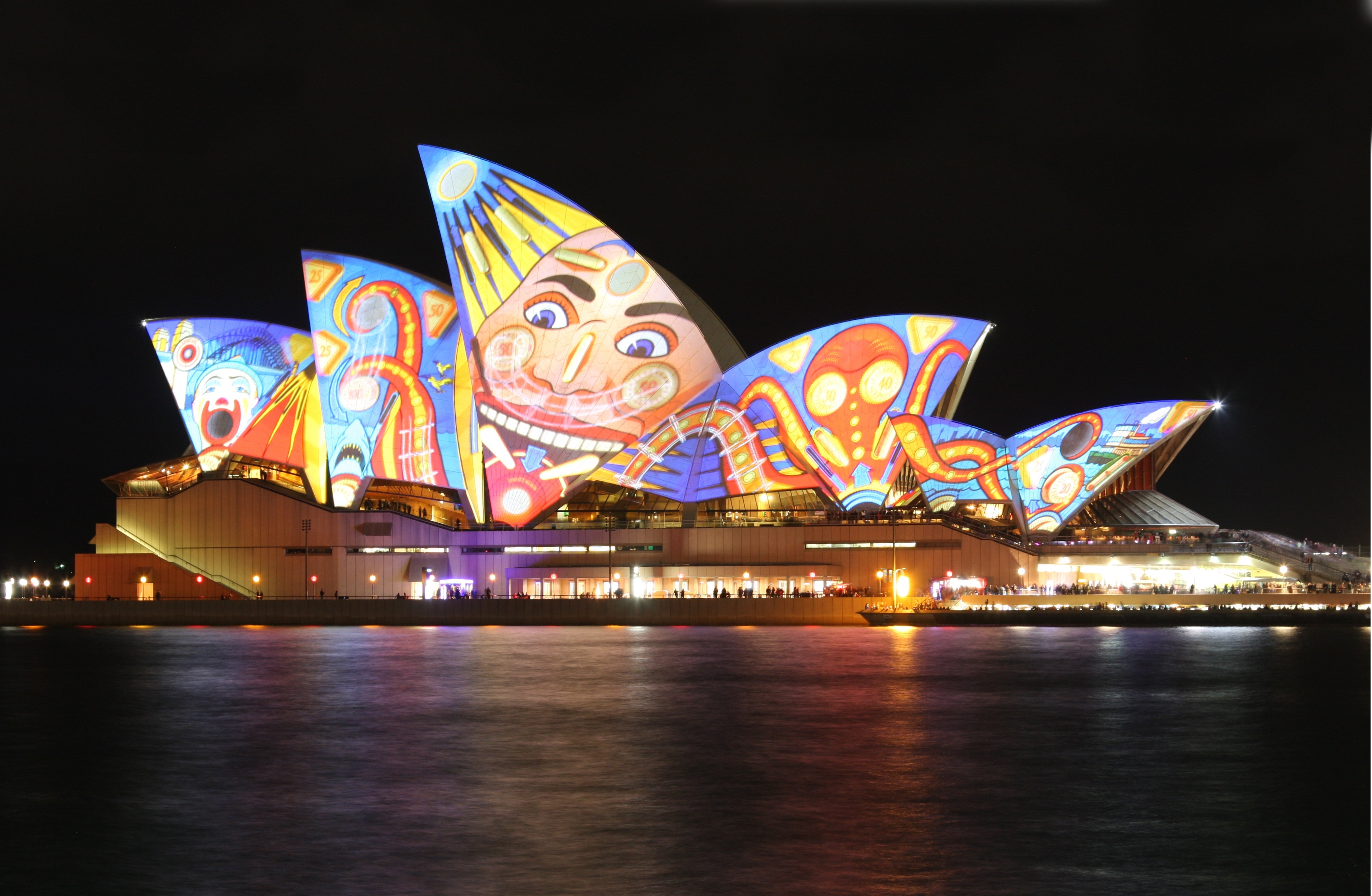
La Casa de Ópera de la Sídney durante Sydney Vívida (2013)

El light art (arte de la luz o luminismo) es una forma de arte aplicado en la cual la luz es el medio principal de la expresión. Es un arte que surge a través de la manipulación de luces, colores y sombras formando “esculturas lumínicas”. Estas esculturas pueden ser provisionales o permanentes y pueden existir tanto en espacios distintivos, galerías interiores o exposiciones de museo, como al aire libre en acontecimientos como festivales. El arte de la luz puede ser una interacción entre la luz y un espacio arquitectónico. Los artistas experimentan con la luz y sus colores.

## Historia

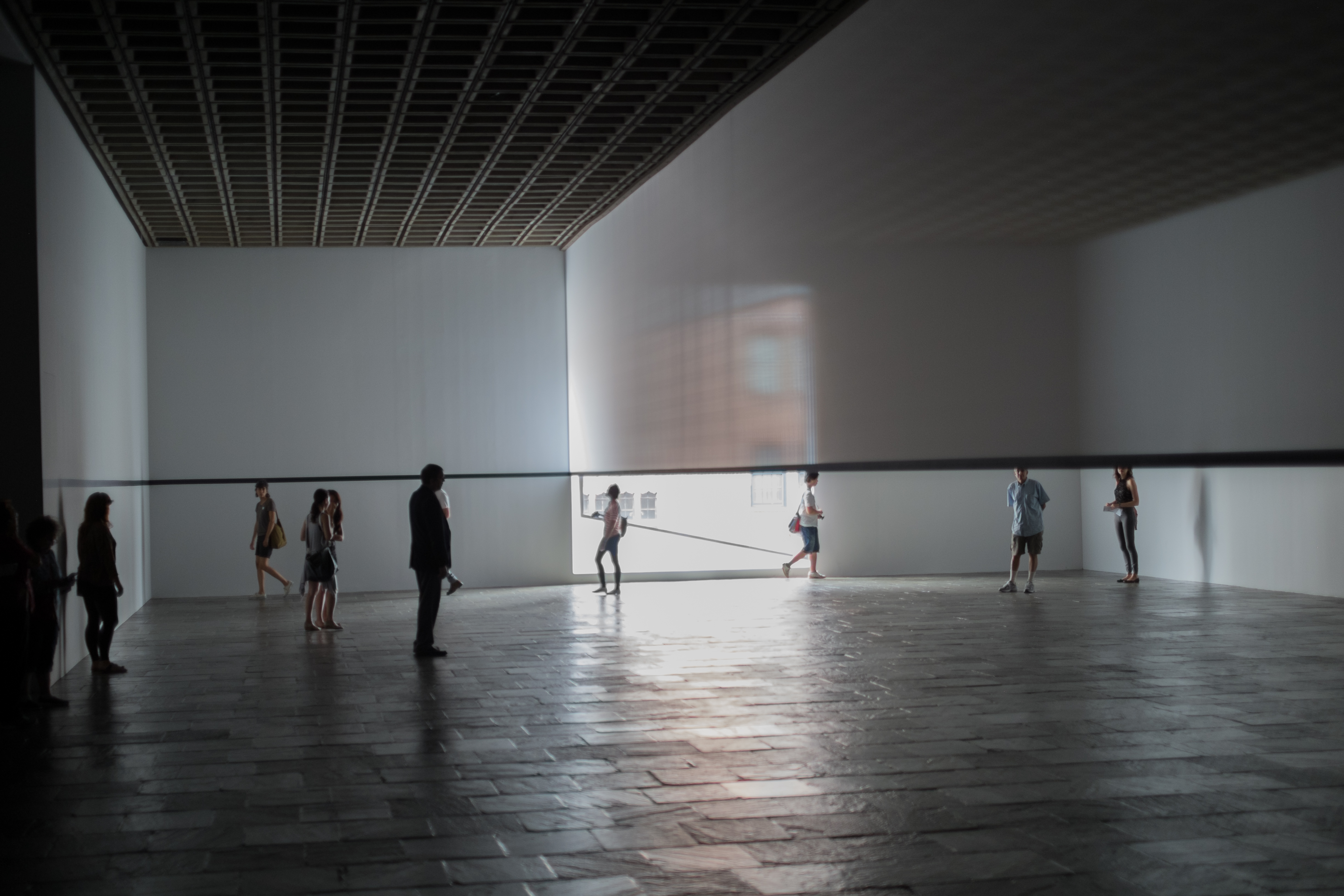
Robert Irwin Scrim Velo—Rectángulo Negro—Luz Natural, Whitney Museo de Arte americano

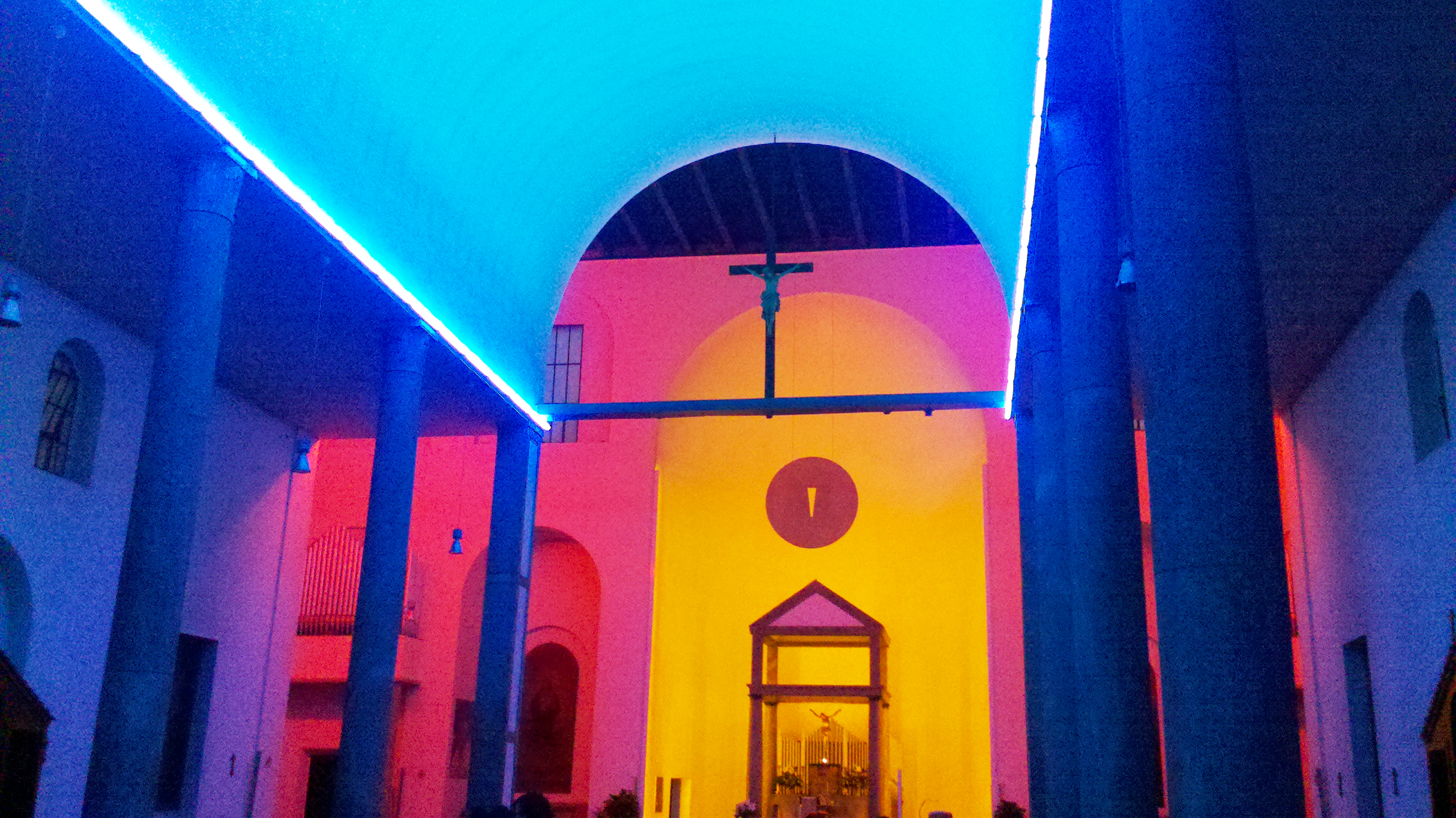
Interior de Santa Maria Annunciata en Chiesa Rossa. Milán, Italia.

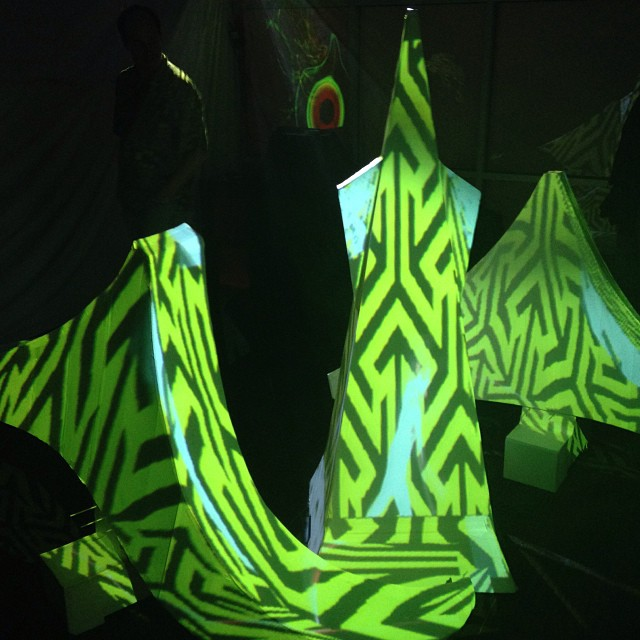
Video mapping (San Francisco)

Las primeras manifestaciones de este arte aparecieron después del invento de la lámpara incandescente a finales del siglo XIX, que resultó ser seguro y asequible. El arte de la luz aun así no devino arte hasta mediados del siglo XX gracias al trabajo pionero y experimental del Museo de Arte del Condado de Los Ángeles por Robert Irwin y James Turrell a partir de 1969.

### Modernismo, Constructivismo y Bauhaus (1920–1935)
La luz ha sido utilizada para crear efectos arquitectónicos durante toda la historia humana. Aun así, el concepto moderno del arte de la luz ha emergido con el desarrollo del tendido eléctrico por artistas modernos, Constructivistas como Bauhaus. Prounenraum (1923), por El Lissitzky, está considerado por muchos historiadores de arte el primer artista que incorporó a su arquitectura elementos de luz como un elemento más de su trabajo. El primer objeto o escultura de este arte fue el Light-Space Modulator (1922-1930), de László Moholy-Nagy. La experimentación y las innovaciones en luz teatral también influyeron en el uso del arte de la luz. Además, el desarrollo del modernismo y la luz eléctrica van de la mano con la idea de la ciudad moderna.
Todas las artes visuales utilizan la luz de alguna manera; pero en la fotografía, en el cine y en la pintura la luz tiene un papel esencial. Sin embargo, con la invención de la luz artificial eléctrica, las posibilidades aumentaron y muchos artistas empezaron a utilizar la luz como una forma principal de expresión y no sólo como vehículo para otras formas de arte. El constructivista Naum Gabo experimentó con luz que se refleja en un objeto. Marcel Duchamp con Hat Rack cuelga del techo un colgador de sombrero que proyecta una sombra contra la pared.
La crítica de arte Hilarie M. Sheets explica que "la interacción entre luz y sombra ha sido un tema recurrente desde la escultura griega y romana, el renacimiento hasta el cine experimental. La tecnología que ha ido avanzando desde la bombilla eléctrica hasta el monitor de los ordenadores, ha sido una experimentación constante y subjetiva de la luz por parte de los artistas".
Los espectáculos de luz a gran escala requieren de la colaboración de las administraciones públicas. Un ejemplo temprano es la utilización de faros de búsqueda por parte de Albert Speer para su Catedral de luz, una característica estética principal de los Congresos del Partido Nacional Socialista Alemán celebrados en Núremberg desde 1934 hasta 1938.

### Arte lumínico cinético y op arte (1950–1970)
Conforma un subconjunto de arte cinético que supone luz y movimiento. Se trata de un arte muy ligado a la escultura en el que los artistas construyen estructuras que combinan luz y espacio. Muy ligado a esto está el op art o arte óptico, un movimiento más bien pictórico que se une al arte cinético para crear un todo final.

### Minimalismo
Se trata de una tendencia que reduce cualquier forma de arte al mínimo. En el campo de la luz los artistas tratan de eliminar aquellos elementos sobrantes que cargan el espacio y utilizan el mínimo de puntos de luz posibles. Uno de los artistas más conocidos es Dan Flavin, uno de los artistas conceptuales del siglo XX más importantes que comenzó a crear espacios futuristas a través de simples bombillas fluorescentes.

### Arte de neón (1980)
El arte de neón es una evolución del arte de la luz que se ha desarrollado gracias a la aparición del neón, como un invento que utiliza diferentes gases dentro de un recipiente para crear luz de diferentes colores.

### Mapeo de proyección
Se trata de un arte estrechamente relacionado con los proyectores, la proyección 3D, los medios multimedia de comunicación, la fotografía o el video arte, donde las imágenes se proyectan utilizando la luz como medio. Los grandes festivales y los acontecimientos, han ayudado en el desarrollo del uso de dicho arte, dando lugar a grandes telas de luz como fachadas arquitectónicas, a la construcción de proyecciones o la inundación de color en los edificios y fachadas. Estas formas de arte tienen sus antecedentes en los medios de comunicación multimedia como la fotografía.

### Digital graffiti
Incluye la proyección a edificios, la disposición de ventanas iluminadas en edificios y la pintura con luces de mano sobre la película utilizando la exposición temporal.

## Exhibiciones

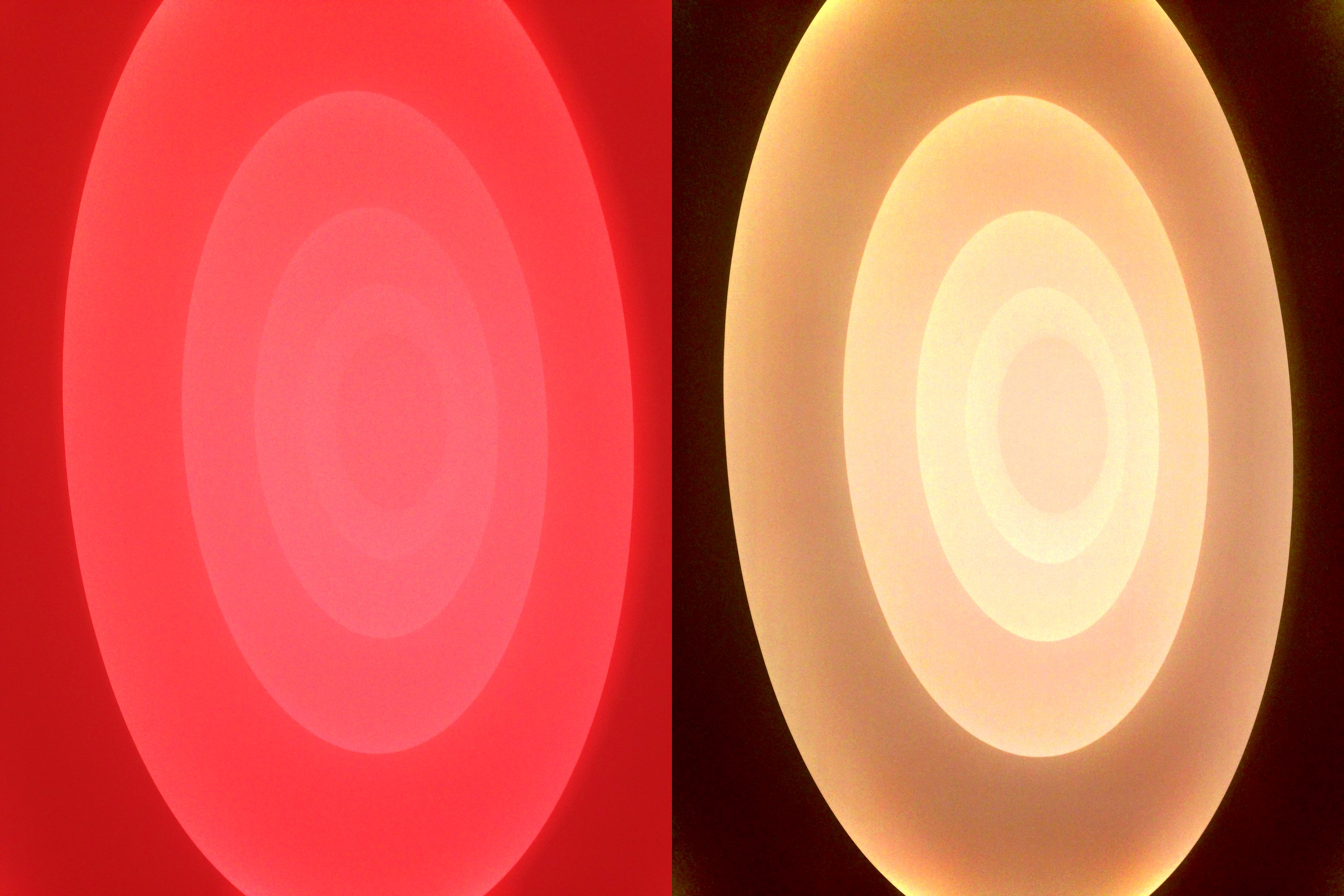
Dos tiros separados lado-por-el lado que mira arriba hacia el techo en medio del Guggenheim Museo en Nueva York durante James Turrell exposición ligera Aten Reinado

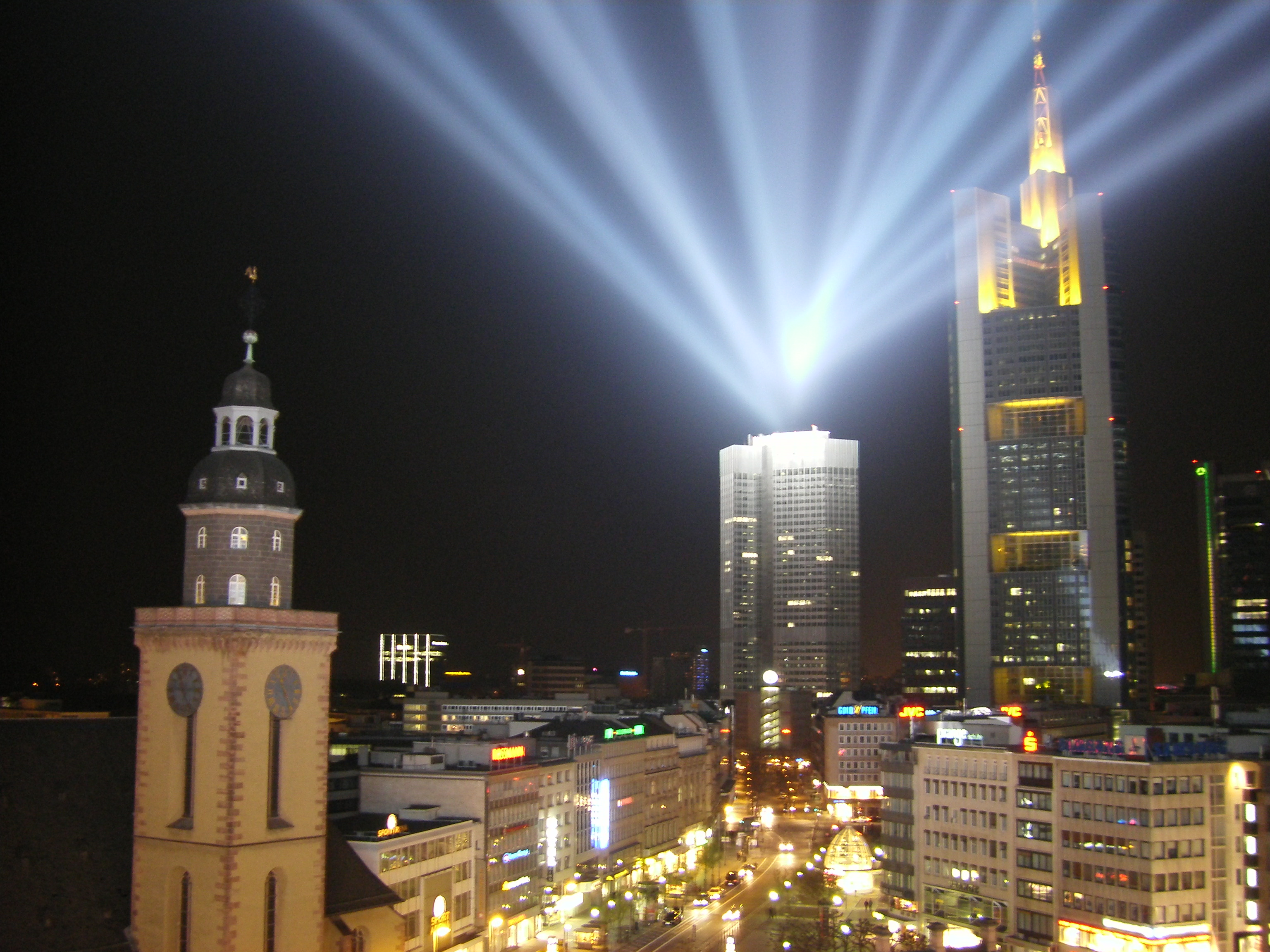
Instalación ligera del Luminale 2008 durante el comercio Edificio Ligero + justo en Fráncfort, Alemania

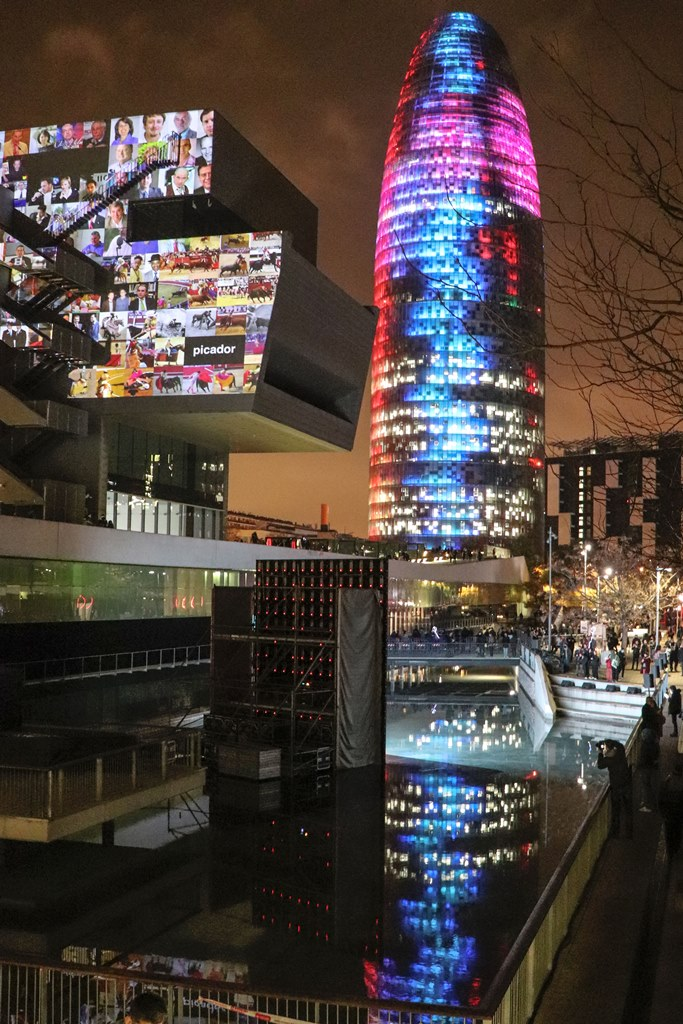
Festival Llum BCN 2022 Barcelona: Trevor Paglen, Faces of ImageNet y ProtoPixel, Mix & Match

### Museos
Muchos museos de arte moderno incluyen instalaciones y esculturas en sus colecciones permanentes y provisionales. El Centre for International Light Art en Unna, Alemania es actualmente el único museo del mundo que se dedica exclusivamente a la colección y presentación de arte de la luz.
El Museo de San Francisco de Arte Moderno y el Museo de Arte Moderno en Nueva York a menudo tienen exposiciones provisionales e instalaciones en sus galerías sobre arte de la luz.

### Festivales de luz
Los festivales han nacido a partir de la revolución de la escultura urbana de exterior que utiliza el led y su baja energía. Estos festivales han continuado creciendo internacionalmente. Esto produjo que se plantearan fechas para este movimiento en forma de festivales, como el festival anual Llum BCN (ca) en Barcelona desde 2012 o el Vivid Smart Light Festival en Sídney desde 2009. En Singapur, el festival Light Marina Bay fue el único festival sostenible que se celebró en Asia en 2010. Existen muchos festivales de este tipo en Europa, incluyendo el Signal Festival en Praga o el Light Festival en Gante. Estos festivales en conjunto con el avance del led han redefinido este arte de la luz como un nuevo género de arte.

### Premios de Arte de la Luz
Se crearon premios para animar a artistas a explorar el arte de la luz, a pesar de las dificultades de este estilo relativamnete nuevo.
- El International Light Art Award, presentado por el Center for International Light Art Unna, está dando una serie de premios desde 2015 a artistas que contribuyen al desarrollo de este arte de una manera innovadora y creativa.
- La ingeniería australiana y neozelandesa encargada de la iluminación, ANZIES, empezó a dar un premio anual a nuevos artistas en el Vivid Light Festival de Sídney (Australia) en 2010. Este festival comenzó a dar un gran soporte local y una serie de subvenciones a artistas internacionales y locales que buscaban un medio para elaborar sus obras.
- En 2015 los premios DARC, apoyados por la revista Mondo Arc, empezó a galardonar artistas.
- La International Association of Lighting Design (IALD), una organización norteamericana, también comenzó a dar un premio anual a este arte.